# زولاندر
زولاندر (بالإنجليزية: Zoolander)‏ هو فيلم كوميدي تم إنتاجه في الولايات المتحدة وصدر في سنة 2001. الفيلم من إخراج بن ستيلر.

## بطولة
- بن ستيلر
- أوين ويلسون
- ويل فيرل
- كريستين تايلور
- ميلا جوفوفيتش
- جيري ستيلر
- ديفيد دشوفني
- جون فويت

## القصة
نجم عالم الأزياء ديريك زولاندر (بن ستيلر) يبدأ بفقدان شهرته مع بزوغ نجم عارض أزياء أخر، ويتم تجنيده من جهة خفية للقيام بمهمة اغتيال رئيس الوزراء.

## الميزانية والإيرادات
بلغت تكلفة إنتاج الفيلم حوالي 28 مليون دولار بينما حقق أرباحا تقدر بـ 60,780,981 دولار.

## وصلات خارجية
- زولاندر على موقع IMDb (الإنجليزية)
- زولاندر على موقع ميتاكريتيك (الإنجليزية)
- زولاندر على موقع روتن توميتوز (الإنجليزية)
- زولاندر على موقع نتفليكس (الإنجليزية)
- زولاندر على موقع قاعدة بيانات الأفلام العربية
- زولاندر على موقع ألو سيني (الفرنسية)
- زولاندر على موقع Turner Classic Movies (الإنجليزية)
- زولاندر على موقع أول موفي (الإنجليزية)
- زولاندر على موقع بوكس أوفيس موجو (الإنجليزية)
- زولاندر على موقع فيلمافينيتي (الإسبانية)